# 2023-as Formula–1 szaúd-arábiai nagydíj
A szaúd-arábiai nagydíj (hivatalos nevén: Formula 1 STC Saudi Arabian Grand Prix 2023) a 2023-as Formula–1 világbajnokság második futama volt,  amelyet 2023. március 17. és március 19. között rendeztek meg Dzsidda belvárosában.

## Választható keverékek
| Abroncs              | Friss | Használt |
| -------------------- | ----- | -------- |
| Kemény keverék (C2)  |       |          |
| Közepes keverék (C3) |       |          |
| Lágy keverék (C4)    |       |          |
| Átmeneti esőgumi (I) |       |          |
| Teljes esőgumi (W)   |       |          |

## Szabadedzések

### Első szabadedzés
A szaúd-arábiai nagydíj első szabadedzését március 17-én, péntek délután tartották, magyar idő szerint 14:30-tól.
| helyezés | versenyző        | csapat/motor          | elért idő | különbség | futott kör |
| -------- | ---------------- | --------------------- | --------- | --------- | ---------- |
| 1        | Max Verstappen   | Red Bull-Honda RBPT   | 1:29,617  | −         | 18         |
| 2        | Sergio Pérez     | Red Bull-Honda RBPT   | 1:30,100  | +0,483    | 20         |
| 3        | Fernando Alonso  | Aston Martin-Mercedes | 1:30,315  | +0,698    | 22         |
| 4        | Lance Stroll     | Aston Martin-Mercedes | 1:30,577  | +0,960    | 20         |
| 5        | George Russell   | Mercedes              | 1:30,771  | +1,154    | 26         |
| 6        | Lewis Hamilton   | Mercedes              | 1:30,787  | +1,170    | 26         |
| 7        | Carlos Sainz Jr. | Ferrari               | 1:30,924  | +1,307    | 23         |
| 8        | Pierre Gasly     | Alpine-Renault        | 1:30,949  | +1,332    | 24         |
| 9        | Alexander Albon  | Williams-Mercedes     | 1:31,030  | +1,413    | 23         |
| 10       | Cunoda Júki      | AlphaTauri-Honda RBPT | 1:31,110  | +1,493    | 25         |
| 11       | Charles Leclerc  | Ferrari               | 1:31,118  | +1,501    | 26         |
| 12       | Esteban Ocon     | Alpine-Renault        | 1:31,181  | +1,564    | 22         |
| 13       | Nyck de Vries    | AlphaTauri-Honda RBPT | 1:31,450  | +1,833    | 29         |
| 14       | Oscar Piastri    | McLaren-Mercedes      | 1:31,491  | +1,874    | 24         |
| 15       | Nico Hülkenberg  | Haas-Ferrari          | 1:31,552  | +1,935    | 22         |
| 16       | Kevin Magnussen  | Haas-Ferrari          | 1:31,566  | +1,949    | 23         |
| 17       | Logan Sargeant   | Williams-Mercedes     | 1:31,922  | +2,305    | 26         |
| 18       | Valtteri Bottas  | Alfa Romeo-Ferrari    | 1:31,970  | +2,353    | 25         |
| 19       | Csou Kuan-jü     | Alfa Romeo-Ferrari    | 1:31,986  | +2,369    | 22         |
| 20       | Lando Norris     | McLaren-Mercedes      | 1:32,149  | +2,532    | 21         |

### Második szabadedzés
A szaúd-arábiai nagydíj második szabadedzését március 17-én, pénteken délután tartották, magyar idő szerint 18:00-tól.
| helyezés | versenyző        | csapat/motor          | elért idő | különbség | futott kör |
| -------- | ---------------- | --------------------- | --------- | --------- | ---------- |
| 1        | Max Verstappen   | Red Bull-Honda RBPT   | 1:29,603  | −         | 29         |
| 2        | Fernando Alonso  | Aston Martin-Mercedes | 1:29,811  | +0,208    | 26         |
| 3        | Sergio Pérez     | Red Bull-Honda RBPT   | 1:29,902  | +0,299    | 26         |
| 4        | Esteban Ocon     | Alpine-Renault        | 1:30,039  | +0,436    | 27         |
| 5        | George Russell   | Mercedes              | 1:30,070  | +0,467    | 27         |
| 6        | Pierre Gasly     | Alpine-Renault        | 1:30,100  | +0,497    | 28         |
| 7        | Lance Stroll     | Aston Martin-Mercedes | 1:30,110  | +0,507    | 27         |
| 8        | Nico Hülkenberg  | Haas-Ferrari          | 1:30,181  | +0,578    | 27         |
| 9        | Charles Leclerc  | Ferrari               | 1:30,341  | +0,738    | 28         |
| 10       | Carlos Sainz Jr. | Ferrari               | 1:30,592  | +0,989    | 29         |
| 11       | Lewis Hamilton   | Mercedes              | 1:30,599  | +0,996    | 27         |
| 12       | Lando Norris     | McLaren-Mercedes      | 1:30,721  | +1,118    | 27         |
| 13       | Cunoda Júki      | AlphaTauri-Honda RBPT | 1:30,776  | +1,173    | 30         |
| 14       | Alexander Albon  | Williams-Mercedes     | 1:30,810  | +1,207    | 27         |
| 15       | Kevin Magnussen  | Haas-Ferrari          | 1:30,820  | +1,217    | 25         |
| 16       | Csou Kuan-jü     | Alfa Romeo-Ferrari    | 1:30,837  | +1,234    | 27         |
| 17       | Nyck de Vries    | AlphaTauri-Honda RBPT | 1:30,921  | +1,318    | 29         |
| 18       | Logan Sargeant   | Williams-Mercedes     | 1:30,959  | +1,356    | 30         |
| 19       | Oscar Piastri    | McLaren-Mercedes      | 1:30,964  | +1,361    | 26         |
| 20       | Valtteri Bottas  | Alfa Romeo-Ferrari    | 1:31,052  | +1,449    | 30         |

### Harmadik szabadedzés
A szaúd-arábiai nagydíj harmadik szabadedzését március 18-án, szombat délután tartották, magyar idő szerint 14:30-tól.
| helyezés | versenyző        | csapat/motor          | elért idő  | különbség | futott kör |
| -------- | ---------------- | --------------------- | ---------- | --------- | ---------- |
| 1        | Max Verstappen   | Red Bull-Honda RBPT   | 1:28,485   | −         | 20         |
| 2        | Sergio Pérez     | Red Bull-Honda RBPT   | 1:29,098   | +0,613    | 15         |
| 3        | Fernando Alonso  | Aston Martin-Mercedes | 1:29,483   | +0,998    | 21         |
| 4        | Lance Stroll     | Aston Martin-Mercedes | 1:29,509   | +1,024    | 21         |
| 5        | Lewis Hamilton   | Mercedes              | 1:29,568   | +1,083    | 18         |
| 6        | Charles Leclerc  | Ferrari               | 1:29,588   | +1,103    | 16         |
| 7        | Lando Norris     | McLaren-Mercedes      | 1:29,690   | +1,205    | 18         |
| 8        | Oscar Piastri    | McLaren-Mercedes      | 1:29,698   | +1,213    | 23         |
| 9        | Pierre Gasly     | Alpine-Renault        | 1:29,701   | +1,216    | 19         |
| 10       | Carlos Sainz Jr. | Ferrari               | 1:29,761   | +1,276    | 16         |
| 11       | George Russell   | Mercedes              | 1:29,811   | +1,326    | 19         |
| 12       | Csou Kuan-jü     | Alfa Romeo-Ferrari    | 1:29,917   | +1,432    | 21         |
| 13       | Nico Hülkenberg  | Haas-Ferrari          | 1:29,933   | +1,448    | 19         |
| 14       | Esteban Ocon     | Alpine-Renault        | 1:29,953   | +1,468    | 19         |
| 15       | Alexander Albon  | Williams-Mercedes     | 1:29,983   | +1,498    | 18         |
| 16       | Logan Sargeant   | Williams-Mercedes     | 1:30,035   | +1,550    | 18         |
| 17       | Kevin Magnussen  | Haas-Ferrari          | 1:30,131   | +1,646    | 15         |
| 18       | Valtteri Bottas  | Alfa Romeo-Ferrari    | 1:30,317   | +1,832    | 20         |
| 19       | Cunoda Júki      | AlphaTauri-Honda RBPT | 1:30,797   | +2,312    | 20         |
| 20       | Nyck de Vries    | AlphaTauri-Honda RBPT | idő nélkül |           |            |

## Időmérő edzés
A szaúd-arábiai nagydíj időmérő edzését március 18-án, szombat délután tartották, magyar idő szerint 18:00-tól.
| helyezés              | rajtszám | versenyző        | csapat/motor          | 1. rész  | 2. rész  | 3. rész  | rajthely | futott kör |
| --------------------- | -------- | ---------------- | --------------------- | -------- | -------- | -------- | -------- | ---------- |
| 1                     | 11       | Sergio Pérez     | Red Bull-Honda RBPT   | 1:29,244 | 1:28,635 | 1:28,265 | 1        | 18         |
| 2                     | 16       | Charles Leclerc  | Ferrari               | 1:29,376 | 1:28,903 | 1:28,420 | 12[a]    | 19         |
| 3                     | 14       | Fernando Alonso  | Aston Martin-Mercedes | 1:29,298 | 1:28,757 | 1:28,730 | 2        | 18         |
| 4                     | 63       | George Russell   | Mercedes              | 1:29,592 | 1:29,132 | 1:28,857 | 3        | 21         |
| 5                     | 55       | Carlos Sainz Jr. | Ferrari               | 1:29,411 | 1:28,957 | 1:28,931 | 4        | 24         |
| 6                     | 18       | Lance Stroll     | Aston Martin-Mercedes | 1:29,335 | 1:28,962 | 1:28,945 | 5        | 20         |
| 7                     | 31       | Esteban Ocon     | Alpine-Renault        | 1:29,707 | 1:29,255 | 1:29,078 | 6        | 24         |
| 8                     | 44       | Lewis Hamilton   | Mercedes              | 1:29,689 | 1:29,374 | 1:29,223 | 7        | 21         |
| 9                     | 81       | Oscar Piastri    | McLaren-Mercedes      | 1:29,706 | 1:29,378 | 1:29,243 | 8        | 23         |
| 10                    | 10       | Pierre Gasly     | Alpine-Renault        | 1:29,890 | 1:29,411 | 1:29,357 | 9        | 23         |
| 11                    | 27       | Nico Hülkenberg  | Haas-Ferrari          | 1:29,547 | 1:29,451 |          | 10       | 18         |
| 12                    | 24       | Csou Kuan-jü     | Alfa Romeo-Ferrari    | 1:29,654 | 1:29,461 |          | 11       | 18         |
| 13                    | 20       | Kevin Magnussen  | Haas-Ferrari          | 1:29,744 | 1:29,634 |          | 13       | 17         |
| 14                    | 77       | Valtteri Bottas  | Alfa Romeo-Ferrari    | 1:29,929 | 1:29,668 |          | 14       | 18         |
| 15                    | 1        | Max Verstappen   | Red Bull-Honda RBPT   | 1:28,761 | 1:49,953 |          | 15       | 6          |
| 16                    | 22       | Cunoda Júki      | AlphaTauri-Honda RBPT | 1:29,939 |          |          | 16       | 10         |
| 17                    | 23       | Alexander Albon  | Williams-Mercedes     | 1:29,994 |          |          | 17       | 9          |
| 18                    | 21       | Nyck de Vries    | AlphaTauri-Honda RBPT | 1:30,244 |          |          | 18       | 10         |
| 19                    | 4        | Lando Norris     | McLaren-Mercedes      | 1:30,447 |          |          | 19       | 4          |
| 107%-os idő: 1:34,974 |          |                  |                       |          |          |          |          |            |
| NK                    | 6        | Logan Sargeant   | Williams-Mercedes     | 2:08,510 |          |          | 20[b]    | 8          |

Megjegyzések:
- ↑ a:  — Charles Leclerc 10 rajthelyes büntetést kapott, mivel autójában elektronikai vezérlőt cseréltek, ezzel azonban túllépte a szezonra vonatkozó maximális darabszámot.[3]
- ↑ b:  — Logan Sargeant a 107%-os limiten kívül végzett, de végül rajtengedélyt kapott a stewardoktól.

## Futam
A szaúd-arábiai nagydíj futamát március 19-én, vasárnap délután tartották, magyar idő szerint 18:00-kor.
| helyezés | rajtszám | versenyző        | csapat/motor          | futott kör | idő/kiesés oka | rajthely | pont  |
| -------- | -------- | ---------------- | --------------------- | ---------- | -------------- | -------- | ----- |
| 1        | 11       | Sergio Pérez     | Red Bull-Honda RBPT   | 50         | 1:21:14,894    | 1        | 25    |
| 2        | 1        | Max Verstappen   | Red Bull-Honda RBPT   | 50         | +5,355         | 15       | 19[a] |
| 3        | 14       | Fernando Alonso  | Aston Martin-Mercedes | 50         | +20,728        | 2        | 15    |
| 4        | 63       | George Russell   | Mercedes              | 50         | +25,866        | 3        | 12    |
| 5        | 44       | Lewis Hamilton   | Mercedes              | 50         | +31,065        | 7        | 10    |
| 6        | 55       | Carlos Sainz Jr. | Ferrari               | 50         | +35,876        | 4        | 8     |
| 7        | 16       | Charles Leclerc  | Ferrari               | 50         | +43,162        | 12       | 6     |
| 8        | 31       | Esteban Ocon     | Alpine-Renault        | 50         | +52,832        | 6        | 4     |
| 9        | 10       | Pierre Gasly     | Alpine-Renault        | 50         | +54,747        | 9        | 2     |
| 10       | 20       | Kevin Magnussen  | Haas-Ferrari          | 50         | +1:04,826      | 13       | 1     |
| 11       | 22       | Cunoda Júki      | AlphaTauri-Honda RBPT | 50         | +1:07,494      | 16       |       |
| 12       | 27       | Nico Hülkenberg  | Haas-Ferrari          | 50         | +1:10,588      | 10       |       |
| 13       | 24       | Csou Kuan-jü     | Alfa Romeo-Ferrari    | 50         | +1:16,060      | 11       |       |
| 14       | 21       | Nyck de Vries    | AlphaTauri-Honda RBPT | 50         | +1:17,478      | 18       |       |
| 15       | 81       | Oscar Piastri    | McLaren-Mercedes      | 50         | +1:25,021      | 8        |       |
| 16       | 6        | Logan Sargeant   | Williams-Mercedes     | 50         | +1:26,293      | 20       |       |
| 17       | 4        | Lando Norris     | McLaren-Mercedes      | 50         | +1:26,445      | 19       |       |
| 18       | 77       | Valtteri Bottas  | Alfa Romeo-Ferrari    | 49         | +1 kör         | 14       |       |
| Ki       | 23       | Alexander Albon  | Williams-Mercedes     | 27         | fékek          | 17       |       |
| Ki       | 18       | Lance Stroll     | Aston Martin-Mercedes | 16         | erőforrás      | 5        |       |

Megjegyzések:
- ↑ a:  Max Verstappen a helyezéséért járó pontok mellett a versenyben futott leggyorsabb körért további 1 pontot szerzett.

## A világbajnokság állása a verseny után
| H   | Versenyzők       | Pont | H   | Konstruktőrök         | Pont |
| --- | ---------------- | ---- | --- | --------------------- | ---- |
| 1.  | Max Verstappen   | 44   | 1.  | Red Bull-Honda RBPT   | 87   |
| 2.  | Sergio Pérez     | 43   | 2.  | Aston Martin-Mercedes | 38   |
| 3.  | Fernando Alonso  | 30   | 3.  | Mercedes              | 38   |
| 4.  | Carlos Sainz Jr. | 20   | 4.  | Ferrari               | 26   |
| 5.  | Lewis Hamilton   | 20   | 5.  | Alpine-Renault        | 8    |
| 6.  | George Russell   | 18   | 6.  | Alfa Romeo-Ferrari    | 4    |
| 7.  | Lance Stroll     | 8    | 7.  | Williams-Mercedes     | 1    |
| 8.  | Charles Leclerc  | 6    | 8.  | Haas-Ferrari          | 1    |
| 9.  | Valtteri Bottas  | 4    | 9.  | AlphaTauri-Honda RBPT | 0    |
| 10. | Esteban Ocon     | 4    | 10. | McLaren-Mercedes      | 0    |

(A teljes táblázat)

## Statisztikák
- Vezető helyen:
  - Fernando Alonso: 3 kör (1–3.)
  - Sergio Pérez: 47 kör (4–50.)
- Sergio Pérez 2. pole-pozíciója és 5. futamgyőzelme.
- Max Verstappen 22. versenyben futott leggyorsabb köre.
- A Red Bull Racing 94. futamgyőzelme.
- Sergio Pérez 29., Max Verstappen 79., Fernando Alonso 100. dobogós helyezése.
- Fernando Alonso a Formula–1 történetében mindössze a hatodik pilótája, aki elérte a 100 dobogós helyezést.[4]